# جرج چمبرز
جرج چمبرز (انگلیسی: George Chambers; ۴ اکتبر ۱۹۲۸ – ۴ نوامبر ۱۹۹۷) سیاستمدار اهل ترینیداد و توباگو بود. وی از ۳۰ مارس ۱۹۸۱ تا ۱۸ دسامبر ۱۹۸۶ نخست‌وزیر این کشور بود.
جرج چمبرز در ۴ نوامبر ۱۹۹۷، در سن ۶۹ سالگی بر اثر سرطان پروستات درگذشت.